# Сторгозия (Плевен)
Сторгозия е български футболен отбор от град Плевен.

## История
Идеята за създаването на Сторгозия идва от старши треньора на Спартак Иван Вуцов през 1986 г. Тъй като цялата тренировъчна база в Плевен е била концентрирана само на едно място в града, това е възпрепятствало много от желаещите да тренират футбол. Новият отбор е трябвало да поеме множеството ученици които искат да тренират, тъй като над половината от средните училища в града са съсредоточени в квартал „Сторгозия“, а тази отдалеченост ги е затруднявало. Другият мотив за създаването на клуба е бил, в него да се обиграват и да трупат опит момчета които не намират място в първия състав на Спартак. През 1987 г. ФК Сторгозия вече е факт. Тренировките и мачовете се провеждат на спортния комплекс на „Стара гара“ и на двете футболни игрища до Професионална гимназия по лозарство и винарство „Александър Стамболийски“ Плевен. През 1993 г. влиза в Северната Б група. През 1994/95 Сторгозия постига най-големия си успех, завършвайки на 4 място в първенството и за малко не влиза в А група. В отбора тогава играят някои много добри футболисти като Даниел Островски, Ивайло Йотов – Кемпеса, Николай Минчев – Кайо, Петър Малинов, Георги Гаджев и др., но през лятото на 1995 г. те напускат и отборът отпада във В група. Още на следващата година обаче отборът завършва на 1 място в Северозападната В група и се класира за вече обединената Б група. Поради недостиг на финансови средства Сторгозия отново отпада във В група. След това през сезон 1999/00 на полусезона отборът се разпада и са присъждани служебни загуби до края на първенството. Възстановен през 2008 г., като играе домакинските си мачове в село Милковица, печели промоция за Северозападната В група и завършва 13-и, но се отказва от участие преди началото на сезон 2009/10 и се включва в А ОФГ Плевен. Отборът се преименува на Витски орли и премества седалището си в Долна Митрополия. Отборът играе домакинските си мачове в Тръстеник, където се намира и базата на Сторгозия. Във връзка с тези промени Сторгозия II (Плевен) – шампион на Източна Б ОФГ Плевен е закрит.
Сторгозия (Плевен) е възстановен чрез втория състав на Витски орли (Долна Митрополия) през сезон 2010/11 и играе домакинските си срещи в Източна Б ОФГ Плевен на помощния терен на ст. „Белите орли“ в Плевен. Печели промоция в А ОФГ Плевен през същия сезон и понастоящем се състезава в същата група – домакинства на стадион „Белите орли“ в Плевен.
На 22 юли 2013 се създава нов клуб „Спартак Плевен“ (Плевен). В същия ден
учредителното събрание взима решение за обединение със „Сторгозия“ (Плевен),
2-ри в А ОФГ Плевен през изминалия сезон и влязъл в Северозападна В АФГ.
На 15 август 2013 общото събрание на „Сторгозия“ потвърждава сливането. Новият
отбор е „Спартак Плевен“ (Плевен) .
Основният екип е изцяло в зелено.

## Успехи
- 1/16 финалист за купата на страната през 1995/96 и 1996/97 г.
- 4-то място в Северната Б група през 1994/95 г.
- 2008 г. – печели промоция за Северозападната В група

## Известни футболисти
- Асен Чонгов
- Георги Цветанов
- Ивайло Димитров
- Петър Малинов
- Ивайло Йотов
- Георги Гаджев
- Валентин Вълков
- Хари Казаков
- Николай Минчев
- Георги Коцев
- Ивайло Йонков
- Лъчезар Цонков
- Венцислав Василев
- Борислав Даскалов
- Евгени Романов
- Стойчо Ганчев
- Емил Цветанов
- Борислав Славов
- Милко Гавраилов
- Виктор Михайлов
- Светослав Бърканичков
- Радослав Джантов
- Стефан Атанасов
- Петър Мишков
- Зико Ферадов
- Красимир Крамолински
- Цветан Тотев
- Стефан Кутов
- Михаил Хахилев
- Рамадан Салиев
- Стефан Бакъджиев
- Бисер Амброзиев
- Стоян Сомлев
- Николай Цонков
- Валентин Романов
- Вихрен Георгиев
- Анатолий Кирилов
- Станислав Стойков
- Петър Л. Дочев
- Даниел Митов
- Любомир Иванов